# مکسوس
مکسوس (انگلیسی: Maxus) شرکت خودروسازی چینی است، که در سال ۲۰۱۱ تأسیس شد.